# David Bowker
David Graham Bowker (15 de marzo de 1922-18 de marzo de 2020) fue un deportista británico que compitió en vela en la clase 5.5 Metre. Participó en los Juegos Olímpicos de Melbourne 1956, obteniendo una medalla de plata en la clase 5.5 Metre.

## Palmarés internacional
| Juegos Olímpicos | Juegos Olímpicos      | Juegos Olímpicos | Juegos Olímpicos |
| Año              | Lugar                 | Medalla          | Clase            |
| ---------------- | --------------------- | ---------------- | ---------------- |
| 1956             | Melbourne (Australia) | Medalla de plata | 5.5 Metre        |